# بیتس الکترونیکس
بیتس الکترونیکس (به انگلیسی: Beats Electronics) که با نام تجاری بیتس بای دکتر دره (به انگلیسی: Beats by Dr dre) نیز شناخته می‌شود، برند هدفون و بلندگو است که توسط خواننده هیپ هاپ آمریکایی، دکتر دره و جیمی آیوین رئیس سابق IGA تحت نام شرکت بیتس الکترونیکس (به انگلیسی: Beats Electronics LLC) به بازار عرضه شد. تاکنون ۶ نسخه از هدفون‌ها و ۶ نسخه از گوشی‌ها تحت لیسانس انحصاری مانستر کیبل پروداکت تولید و توزیع شده‌است. به عنوان بخشی از استراتژی بازاریابی، محصولات این شرکت در فیلم‌ها، تبلیغات، نماهنگها و آگهی‌ها به کار رفته‌است.

## واگذاری سهام به اچ تی سی
در سال ۲۰۱۲، ۲۵ درصد سهام به شرکت تایوانی اچ تی سی و درصدی از آن نیز به خودروسازی فورد واگذار شد. در طی این مدت اچ تی سی از بلندگوهای بیتس در اسمارت فون‌های خود و از هدست‌های بیتس به عنوان لوازم جانبی آنها، استفاده می‌نمود.

## واگذاری به اپل
سرانجام در اول آگوست ۲۰۱۴، اپل تمامی سهام این شرکت را به صورت نقد، به مبلغ سه میلیارد دلار خریداری نمود.